# Wiegerecht
Als Wiegerecht bezeichnete man das Recht einer Stadt, mittels einer öffentlichen Waage Kaufmannsgüter abzuwiegen und hierfür Gebühren zu verlangen. Das Wiegerecht wurde etwa seit dem Mittelalter nur ausgewählten Städten erteilt und machte diese häufig zu wichtigen Handelszentren. Mit dem Aufkommen überregional einheitlicher Maße verloren Stadtwaagen ebenso wie das Wiegerecht ihre Bedeutung.